# Oberkommando der Wehrmacht
L’Oberkommando der Wehrmacht (OKW ; en français : le « Haut Commandement de la Wehrmacht » ou le « Haut Commandement des Forces armées ») était l'organe de commandement suprême des forces armées allemandes de 1938 à 1945.

## Contexte historique
L’OKW a été créé sur ordre du Führer le 4 février 1938 à la suite de l’affaire Blomberg-Fritsch, en remplacement du ministère de la Guerre du Reich (Reichskriegsministerium) dirigé par Werner von Blomberg, car Adolf Hitler souhaitait limiter les résistances dans la conduite de sa politique d’annexions et de conquêtes à venir. Contrairement aux autres états-majors allemands, l'OKW était l'instrument docile de la volonté de Hitler, qui l'a progressivement transformé en sa « maison militaire » personnelle.

## Organisation

La structure de commandement de la Wehrmacht de 1935 à 1938, avant la mise en place de l'OKW.

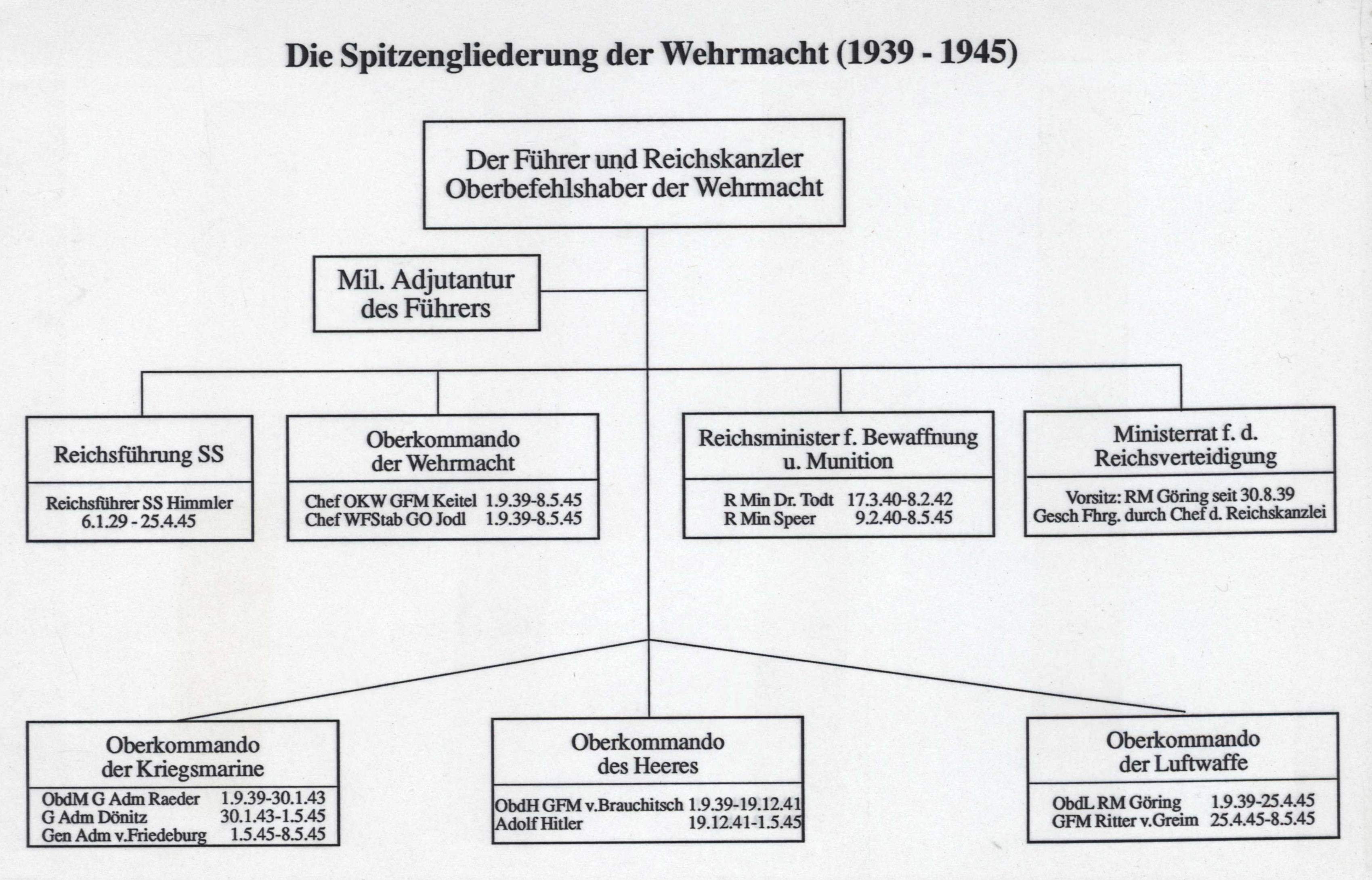
La structure de commandement de la Wehrmacht de 1938 à 1945, après la mise en place de l'OKW.

L'OKW avait (en théorie) autorité sur les états-majors des trois armées, qui étaient des organisations indépendantes :
- l’Oberkommando des Heeres (OKH) pour les forces terrestres ;
- l’Oberkommando der Luftwaffe (OKL) pour les forces aériennes ;
- l’Oberkommando der Marine (OKM) pour les forces navales.

L'autorité effective de l'OKW sur les états-majors de ces trois armées (terre, air, mer) venait de Hitler, qui était le commandant en chef de la Wehrmacht (en allemand : Oberbefehlshaber der Wehrmacht).
Le Generalfeldmarschall Wilhelm Keitel a été le chef de l’OKW (en allemand : Chef des Oberkommandos der Wehrmacht) de 1938 à 1945 et, à ce titre, a signé le second acte de capitulation de l'Allemagne le 8 mai 1945 à Berlin. Le Generaloberst Alfred Jodl en a été le chef de l'état-major des opérations (en allemand : Chef des Wehrmachtführungsstabes) de 1939 à 1945 et a signé le premier acte de capitulation le 7 mai 1945 à Reims. Tous deux ont été condamnés à mort par le tribunal de Nuremberg et exécutés par pendaison le 16 octobre 1946.
Le 23 mai 1945, les membres du gouvernement de Flensburg et de l'OKW sont arrêtés par les troupes britanniques, ce qui marque la fin des dernières instances dirigeantes du régime nazi,.

## Fonctionnement
Au cours de la guerre, Hitler a progressivement transféré certaines compétences de l'OKH à l'OKW, plus docile à son égard. Dès 1940, la Norvège a ainsi été le premier théâtre d'opérations sous la responsabilité directe de l'OKW. En outre, à partir de décembre 1941, à la suite des difficultés rencontrées au cours de la bataille de Moscou, Hitler a démis de ses fonctions le commandant en chef de l’OKH (le Generalfeldmarschall Walther von Brauchitsch) et en a assuré le commandement direct. Il disposait ainsi d’un OKW docile et d’une gestion directe de l'OKH. Vers la fin de la Seconde Guerre mondiale, l’OKW supervisait les opérations militaires sur tous les fronts à l'exception du front de l’Est, seul resté sous la responsabilité de l'OKH. L'OKW avait ainsi perdu son rôle stratégique de commandement suprême pour devenir un commandement opérationnel parallèle aux états-majors des trois armées.
L'OKW émettait un rapport quotidien d'information, appelé le Wehrmachtbericht.
Le général Walter Warlimont, adjoint de Jodl, a laissé un récit de son expérience à l'OKW de 1939 à 1944 traduit en français sous le titre Cinq ans au Grand Quartier général de Hitler.
Les unités combattantes de la Waffen-SS, quant à elles, ne faisaient pas partie de la Wehrmacht mais la conduite de leurs opérations était assurée par l'OKW, en coordination avec celles de la Wehrmacht.